# Aman Verma
Aman Verma (11 de octubre de 1971) es un actor y presentador de televisión indio. Como presentador, Verma es conocido por el programa de juegos Khullja Sim Sim en Star Plus. Sus otros deberes como presentador fueron con Mini Mathur en la primera temporada de Indian Idol en Sony TV y Zee Cinestars en Zee TV. Verma también apareció en el programa Hum Ne Li Hai-Shapath de Life OK como ACP Diler Kumar, además de aparecer en la novena temporada de la serie Bigg Boss.

## Carrera
Verma hizo su debut como actor en la serie Pachpan Khambe Laal Deewarein en 1993. También interpretó el personaje de Vrishaketu en Mahabharat Katha. Luego comenzó su carrera cinematográfica con Sangharsh ( 1999 ), interpretando un papel secundario. Interpretó el papel de Anupam Kapadia durante cuatro años en Kyunki Saas Bhi Kabhi Bahu Thi. En 2002, Verma interpretó el papel principal de SP Aditya Pratap Singh en Kehta Hai Dil, por la que ganó el premio Indian Telly al mejor actor principal masculino en 2003.
En 2003, Verma protagonizó la película Pran Jaye Par Shaan Na Jaye como protagonista junto a Rinke Khanna y en la película Koi Hai. En ambas películas, interpretó a protagonistas en solitario. Más tarde ese año, interpretó un papel secundario en Baghban ( 2003 ), protagonizada por Amitabh Bachchan y Hema Malini. Verma presentó el programa de juegos, Khullja Sim Sim en Star Plus de 2001 a 2004, hasta que fue reemplazado por Hussain Kuwajerwala, quien fue su coprotagonista en Kyunki Saas Bhi Kabhi Bahu Thi. Los dos también protagonizaron juntos Kumkum: Ek Pyara Sa Bandhan, serie que se emitió en Star Plus.
Interpretó un papel de comedia de Zubin en Jaan-E-Mann ( 2006 ). En ese mismo año, Verma interpretó su primer papel principal en una serie de televisión en Viraasat, interpretando un papel negativo.
Tuvo un rol en la serie de televisión Teen Bahuraniyaan, interpretando el papel de un hombre llamado Sumit Desai. También formó parte de la primera temporada de un reality show en Sony TV Iss Jungle Se Mujhe Bachao. Interpretó un papel principal como Advocate Kunal Mehra en Bayttaab Dil Kee Tamanna Hai de Sony TV. En 2012, actuó en Ek Hazaaron Mein Meri Behna Hai y, en 2015, participó en Bigg Boss 9 de Colors TV.

## Controversias
Verma fue el objetivo de una operación encubierta casting de sofá que se emitió en India TV en marzo del 2005. Posteriormente se le vio rogándole a Suhaib Ilyasi que eliminara las imágenes de la operación encubierta, por lo cual Verma demandaría al director ejecutivo de India TV , Rajat Sharma, al gerente de programas Suhaib Ilyasi y al periodista Ruchi, alegando que el canal quería "chantajearlo y extorsionarlo".

## Filmografía

### Películas
| Año  | Película                          | Rol                                  | Notas:           |
| ---- | --------------------------------- | ------------------------------------ | ---------------- |
| 1999 | Sangharsh                         | Amit                                 |                  |
| 2002 | Jaani Dushman: Ek Anokhi Kahani   | Anfitrión                            |                  |
| 2003 | Koi Hai                           | Raj Malhotra                         |                  |
| 2003 | Pran Jaye Par Shaan Na Jaye       | Aman Joshi                           |                  |
| 2003 | Andaaz                            | Karan Singanía                       |                  |
| 2003 | Baghban                           | Ajay Malhotra                        |                  |
| 2004 | [Tum - A Dangerous Obsession]]    | Yusuf Malik                          |                  |
| 2005 | Home Delivery: Aapko... Ghar Tak  | Hitesh                               |                  |
| 2005 | Vaah! Life Ho Toh Aisi!]]         | Presentador de espectáculos de magia |                  |
| 2005 | Dosti: Friends Forever"           | Esposo de Anjali                     |                  |
| 2006 | kachchi sadak                     | Raghav Mehta                         |                  |
| 2006 | Unns: Love... Forever             | Abogado Sameer Shah                  |                  |
| 2006 | Baabul                            | Hermano de Shobhna                   |                  |
| 2006 | Janani                            | Tarun Awasti                         |                  |
| 2006 | Jaan E Mann                       | Zubin                                |                  |
| 2008 | Superstar                         |                                      |                  |
| 2008 | Lakh Pardesi Hoiye                | Garry                                | Película punjabi |
| 2008 | EMI                               | Esposo de Prema                      |                  |
| 2008 | Desh Drohi                        | Sanjay Narayan Srivastav             |                  |
| 2010 | Ek Second. . Jo Zindagi Badal De? |                                      |                  |
| 2010 | Lamhaa                            |                                      |                  |
| 2010 | Mar Jawan Gur Khake               | Karan                                | Película punjabi |
| 2010 | Camisetas Maar Khan               | Chaterjee                            |                  |
| 2011 | Gandhi a Hitler                   | Balbir Singh                         |                  |
| 2011 | UR Mi Jaan                        | Raúl                                 |                  |
| 2012 | Daal Mein Kuch Kaala Hai          |                                      |                  |
| 2014 | Dee Saturday Night                |                                      |                  |
| 2017 | JD                                | Abogado Pradhan                      |                  |
| 2019 | Chicken Curry Law                 |                                      |                  |

### Televisión
| Año           | Serie                                   | Rol                         | Notas               | Referencias |
| ------------- | --------------------------------------- | --------------------------- | ------------------- | ----------- |
|               | Karawas                                 |                             |                     |             |
| 1993          | Pachpan Khambe Lal Deewarein            | Neel                        |                     |             |
| 1994 –1998    | Shanti                                  | Sanjay                      |                     |             |
| 1997          | Mahabharat Katha                        | Vrishaketu                  |                     |             |
| 1997- 1998    | Zanjeerein                              |                             |                     |             |
| 1998 –1999    | Rishtey                                 |                             | Rol episódico       |             |
| 1998 –1999    | Rishtey                                 | Episodio 22                 |                     |             |
| 1998 –1999    | Rishtey                                 | Rohit                       | Episodio 55         |             |
| 1998          | Aurat                                   |                             | Rol de soporte      |             |
| 1998–2006     | C.I.D.                                  | Anuj                        | Episodios15–16      |             |
| 1998–2006     | C.I.D.                                  | Akash                       | Episodios 59–60     |             |
| 1998–2006     | C.I.D.                                  | Johnny                      | Episodio 405        |             |
| 1998          | Saturday Suspense                       | Vicky                       | Episodio 88         |             |
| 1999–2000     | X Zone                                  |                             | Episodios 82–83     |             |
| 1999-2003     | Aangan                                  |                             |                     |             |
| 2000          | Ghar Ek Mandir                          | Prem                        |                     |             |
| 2000          | C.A.T.S.                                |                             | Rol episódico       |             |
| 2000          | Thriller At 10                          | A.C.P. Roop Singh Rathore   | Episodios 56–60     |             |
| 2000          | Thriller At 10                          | Aman Verma                  | Episodios 116–120   |             |
| 2001          | Sambandh                                | Mr. Kumar                   |                     |             |
| 2001–2003     | Gharana                                 | Prakash                     |                     |             |
| 2001–2004     | Dushman                                 | Prem                        |                     |             |
| 2001–2004     | Kyunki Saas Bhi Kabhi Bahu Thi          | Anupam Kapadia              |                     |             |
| 2001–2004     | Do Lafzon Ki Kahani                     | Raj                         |                     |             |
| 2001–2004     | Khullja Sim Sim                         | Host                        |                     |             |
| 2002–2003     | Kehta Hai Dil                           | SP Adityapratap Singh       |                     |             |
| 2003          | Kalash                                  | Ram                         |                     |             |
| 2003          | Piya Ka Ghar                            | Raj                         |                     |             |
| 2003–2004     | Arzoo Hai Tu                            |                             |                     |             |
| 2004          | Jadoo                                   | Presentador                 |                     |             |
| 2004          | Devi                                    | Vasudev Kumar               |                     |             |
| 2004          | India's Best Cinestars Ki Khoj          | Presentador                 |                     |             |
| 2004–2005     | Indian Idol                             | Host                        |                     |             |
| 2004–2005     | Kumkum – Ek Pyara Sa Bandhan            | Abhay Chauhan               |                     |             |
| 2005          | Jassi Jaissi Koi Nahin                  | Abogado Thakral             |                     |             |
| 2005          | Dial One Aur Jeeto                      | Presentador                 |                     |             |
|               | Ek Ladki Anjaani Si                     | Suryapratap Yadav           |                     |             |
| 2006          | Piya Kay Ghar Jana Hai                  |                             |                     |             |
| 2006–2007     | Viraasat                                | Rishabh Lamba               |                     |             |
| 2007–2008     | Amber Dhara                             | Shanu                       |                     |             |
| 2007–2008     | Say Shava Shava                         | Concursante                 |                     |             |
| 2007–2008     | Teen Bahuraaniyaan                      | Sumeet Desai                |                     |             |
| 2007–2008     | Sujata                                  | Viresh Shah                 |                     |             |
| 2007–2008     | Saas v/s Bahu                           | Invitado                    |                     |             |
| 2009          | Namak Haraam                            | Rohit Malhotra              |                     |             |
| 2009          | Ladies Special                          | Presentador                 |                     |             |
| 2009          | Iss Jungle Se Mujhe Bachao              | Concursante                 |                     |             |
| 2009–2010     | Bayttaab Dil Kee Tamanna Hai            | Abogado Kunal Mehra         |                     |             |
| 2010          | Keshav Pandit                           | Aditya                      |                     |             |
| 2010          | Shorr                                   | Sarang                      |                     |             |
| 2010–2011     | Na Aana Is Des Laado                    | Bhanupratap Singh           |                     | [ 9 ]       |
| 2011–2012     | Chotti Bahu - Sawar Ke Rang Rachi       | Asur / Vishwanath           |                     | [ 10 ]      |
| 2011–2012     | Ramleela - Ajay Devgn Ke Saath          | Ravan                       |                     |             |
| 2013          | Welcome – Baazi Mehmaan Nawazi Ki       | Concursante                 |                     |             |
| 2013          | Parvarrish - Kuchh Khattee Kuchh Meethi | Abogado Raghav Jaitley (RJ) |                     | [ 11 ]      |
| 2013–2015     | SuperCops vs Supervillains              | ACP Diler Kumar             |                     |             |
| 2015–2017     | Savdhaan India                          | Inspector Rajendra Mishra   | Episodio 1065       |             |
| 2017          | Savdhaan India                          | Mahesh                      | Episodio 2162       |             |
| 2015          | Hazir Jawab Birbal                      | Mohanlal                    | Episodio 40         |             |
| 2015          | Bigg Boss 9                             | Concursante                 | Expulsado el día 42 |             |
| 2016          | Amma                                    | Shekeran Shetty             |                     |             |
| 2017          | Khaki Ek Vachan                         | Presentador                 |                     |             |
| 2017–2018     | Bahurani                                | Presentador                 |                     |             |
| 2022–presente | Dheere Dheere Se                        | Bhanu Shastri               |                     | [ 12 ]      |

### Series web
| Año            | Serie    | Rol           |
| -------------- | -------- | ------------- |
| 2019           | Panchali | Hermano mayor |
| 2019 -presente | Julie    | Inspector     |

## Premios
| Año  | Premio                           | Categoría                         | Programa de televisión | Resultado |
| ---- | -------------------------------- | --------------------------------- | ---------------------- | --------- |
| 2003 | Indian Telly Awards              | Mejor actor en un papel principal | Kehta Hai Dil          | Ganador   |
| 2015 | Indian Television Academy Awards | Mejor actor en un papel negativo  | Viraasat               | Ganador   |